# Абдулелла Аль-Малкі
Абдуллела Аль-Малкі (араб. عبد الإله المالكي, нар. 11 жовтня 1994, Мекка) — саудівський футболіст, півзахисник клубу «Аль-Гіляль».
Виступав, зокрема, за клуби «Аль-Вахда» (Мекка) та «Аль-Іттіхад», а також національну збірну Саудівської Аравії.

## Клубна кар'єра
Народився 11 жовтня 1994 року в місті Мекка. Вихованець футбольної школи клубу «Аль-Вахда» (Мекка). Дорослу футбольну кар'єру розпочав 2015 року в основній команді того ж клубу, в якій провів чотири сезони, взявши участь у 84 матчах чемпіонату. Більшість часу, проведеного у складі «Аль-Вахди», був основним гравцем команди.
Своєю грою за цю команду привернув увагу представників тренерського штабу клубу «Аль-Іттіхад», до складу якого приєднався 2019 року. Відіграв за саудівську команду наступні три сезони своєї ігрової кар'єри. Граючи у складі «Аль-Іттіхада» також здебільшого виходив на поле в основному складі команди.
До складу клубу «Аль-Гіляль» приєднався 2022 року. 

## Виступи за збірну
У 2019 році дебютував в офіційних матчах у складі національної збірної Саудівської Аравії.
У складі збірної був учасником чемпіонату світу 2022 року у Катарі.
| Дата       | Місто             | Господарі         | Результат | Гості              | Турнір                           | Голи | Примітки |
| ---------- | ----------------- | ----------------- | --------- | ------------------ | -------------------------------- | ---- | -------- |
| 10-10-2019 | Ер-Ріяд           | Саудівська Аравія | 3 – 0     | Сінгапур           | Відбір до ЧС 2022                | -    | 85'      |
| 15-10-2019 | Ар-Рам            | Палестина         | 0 – 0     | Саудівська Аравія  | Відбір до ЧС 2022                | -    | 71'      |
| 19-11-2019 | Ер-Ріяд           | Саудівська Аравія | 0 – 0     | Парагвай           | товариський матч                 | -    | 28'      |
| 27-11-2019 | Доха              | Саудівська Аравія | 1 – 3     | Кувейт             | Кубок Затоки 2019- 1-й етап      | -    | 88'      |
| 30-11-2019 | Доха              | Бахрейн           | 0 – 2     | Саудівська Аравія  | Кубок Затоки 2019- 1-й етап      | -    | 62'      |
| 2-12-2019  | Доха              | Оман              | 1 – 3     | Саудівська Аравія  | Кубок Затоки 2019- 1-й етап      | -    |          |
| 5-12-2019  | Ель-Вакра (місто) | Саудівська Аравія | 1 – 0     | Катар              | Кубок Затоки 2019- півфінал      | -    |          |
| 8-12-2019  | Доха              | Бахрейн           | 1 – 0     | Саудівська Аравія  | Кубок Затоки 2019- Фінал 1 posto | -    | 86'      |
| 14-11-2020 | Ер-Ріяд           | Саудівська Аравія | 3 – 0     | Ямайка             | товариський матч                 | -    | 20'      |
| 17-11-2020 | Ер-Ріяд           | Саудівська Аравія | 1 – 2     | Ямайка             | товариський матч                 | -    | 67'      |
| 30-3-2021  | Ер-Ріяд           | Саудівська Аравія | 3 – 0     | Палестина          | Відбір до ЧС 2022                | -    | 90'      |
| 5-6-2021   | Ер-Ріяд           | Саудівська Аравія | 3 – 0     | Ємен               | Відбір до ЧС 2022                | -    | 87'      |
| 11-6-2021  | Сінгапур          | Сінгапур          | 0 – 3     | Саудівська Аравія  | Відбір до ЧС 2022                | -    | 61' 80'  |
| 2-9-2021   | Ер-Ріяд           | Саудівська Аравія | 3 – 1     | В'єтнам            | Відбір до ЧС 2022                | -    |          |
| 7-9-2021   | Маскат            | Оман              | 0 – 1     | Саудівська Аравія  | Відбір до ЧС 2022                | -    | 59' 88'  |
| 7-10-2021  | Ер-Ріяд           | Саудівська Аравія | 1 – 0     | Японія             | Відбір до ЧС 2022                | -    | 86'      |
| 12-10-2021 | Ер-Ріяд           | Саудівська Аравія | 3 – 2     | КНР                | Відбір до ЧС 2022                | -    | 90+6'    |
| 11-11-2021 | Сідней            | Австралія         | 0 – 0     | Саудівська Аравія  | Відбір до ЧС 2022                | -    |          |
| 16-11-2021 | Ханой             | В'єтнам           | 0 – 1     | Саудівська Аравія  | Відбір до ЧС 2022                | -    |          |
| 27-1-2022  | Ер-Ріяд           | Саудівська Аравія | 1 – 0     | Оман               | Відбір до ЧС 2022                | -    | 73'      |
| 1-2-2022   | Сайтама           | Японія            | 2 – 0     | Саудівська Аравія  | Відбір до ЧС 2022                | -    | 23'      |
| 22-10-2022 | Абу-Дабі          | Саудівська Аравія | 1 – 0     | Північна Македонія | товариський матч                 | -    | 60'      |
| 26-10-2022 | Абу-Дабі          | Саудівська Аравія | 1 – 1     | Албанія            | товариський матч                 | -    |          |
| 30-10-2022 | Абу-Дабі          | Саудівська Аравія | 0 – 0     | Гондурас           | товариський матч                 | -    | 70'      |
| 6-11-2022  | Абу-Дабі          | Саудівська Аравія | 1 – 0     | Ісландія           | товариський матч                 | -    | 81'      |
| 10-11-2022 | Абу-Дабі          | Саудівська Аравія | 1 – 1     | Панама             | товариський матч                 | -    | 73'      |
| 16-11-2022 | Ер-Ріяд           | Саудівська Аравія | 0 – 1     | Хорватія           | товариський матч                 | -    | 79'      |
| Усього     |                   | Матчів            | 27        |                    | Голів                            | 0    |          |